# Взаимосвязь религиозности и интеллекта
Взаимосвя́зь религио́зности и интелле́кта — результат статистических исследований связи коэффициента интеллекта (IQ) и религиозности общества.

## Общие сведения
Различные исследования показывают, что люди, более полагающиеся на интуицию, имеют тенденцию к большей религиозности, в то время как люди с развитым аналитическим, дедуктивным и более рациональным мышлением менее религиозны.
Хотя статистические исследования показывают, что самые бедные страны имеют тенденцию к большей религиозности, эксперты предполагают, что причина этого может состоять в том, что религии в таких странах выполняют более активные социальные, моральные и культурные функции, подобно национализму. Религии в богатых странах утратили специфическую моральную и духовную функцию.

## Суть исследований и определение терминов
Интеллект является качеством психики, которое включает в себя множество связанных особенностей, таких как способность рассуждать, планировать, способность решать задачи, абстрактно мыслить, постигать идеи, иметь способность к языкам и обучению. Интеллект можно определить и более конкретно. В некоторых случаях понятие интеллекта может включать в себя такие особенности личности, как способность к творчеству, индивидуальность, характер, эрудиция или образованность. Однако, некоторые психологи предпочитают не включать эти особенности в определение интеллекта.
Другие способы оценки интеллекта пытаются измерить интеллект косвенно, анализируя достижения в образовании отдельных лиц или целых групп. Однако такие способы не застрахованы от рисков влияния других демографических факторов, таких как возраст, доход, пол и культурный фон, каждый из которых могут влиять на уровень образования.
Неудовлетворенность традиционными тестами на IQ привела к развитию альтернативных теорий. В 1983 г. Говард Гарднер предложил теорию множественного интеллекта, которая расширяет обычное определение интеллекта, поскольку когнитивные и интеллектуальные способности личности включают и все формы психических качеств, а не только прозрачные стандартизированные тесты на IQ. Гарднер ввёл такие категории интеллекта, как логическая, языковая, пространственная, музыкальная, проприоцептивная, натуралистическая, внутри личностная и межличностная категория интеллекта.
Термин религиозность обозначает степень религиозного поведения, веры или духовности. Измерение религиозности усложняют трудности, связанные с определением того, что подразумевается под этим термином. Проводилось множество исследований для изучения различных составляющих религиозности, при этом большинство исследований обнаружило некоторые различия между религиозными убеждениями, религиозной практикой и духовностью.
Исследования могут измерить религиозную практику, подсчитывая посещаемость религиозных служб. Оценить религиозные убеждения возможно с помощью богословских вопросов. Также духовность может быть измерена с помощью опроса респондентов об их ощущении единства с божественным или посредством подробных стандартизированных оценочных измерений. Когда измеряется религиозность, важно перечислить, какие аспекты религиозности были исследованы.

## Исследования корреляции между религиозными убеждениями и IQ
В 2008 году специалист по интеллекту Хельмут Ниборг провел исследование о степени зависимости IQ от вероисповедания и заработка с использованием репрезентативных данных Национального лонгитюдинального исследования молодёжи (National Longitudinal Study of Youth), основанных на интеллектуальных тестах репрезентативной выборки белой американской молодёжи, которая также была опрошена на тему религиозных убеждений. Результаты исследования Хельмута были опубликованы в научном журнале Intelligence, в них было показано, что атеисты набрали в среднем на 1,95 балла IQ больше, чем агностики, на 3,82 балла больше либерально убеждённых и на 5,89 баллов IQ больше догматически убеждённых.
Ниборг также принял участие в исследовании с заслуженным профессором психологии Ольстерского университета Ричардом Линном. Исследование сопоставляло религиозность со средним национальным IQ в 137 странах. В исследовании проводился анализ проблемы с нескольких точек зрения. Во-первых, обработав данные о 6825 американских подростков, учёные обнаружили, что атеисты набрали на 6 баллов в тестах на IQ больше, чем не атеисты. Во-вторых, авторы исследования нашли связь между религиозностью и интеллектом в масштабе страны. В выборке из 137 стран только в 23 (17 %) странах атеистов было более 20 % от всего населения, и такие государства фактически все показывали самый высокий средний IQ относительно других стран. Таким образом, учёные установили, что корреляция между уровнем атеизма и уровнем интеллекта страны достигает 0,60. Данная корреляция оценивается как «крайне статистически значимая».
Профессор Гордон Линч, директор Центра по вопросам религии и современного общества колледжа Брикбек в Лондоне, высказал обеспокоенность тем, что исследование не учитывает целого комплекса социальных, экономических и исторических факторов, каждый из которых, как было показано, различным образом взаимодействует как с религией, так и с IQ. Например, исследования Гэллапа выявили, что самые бедные страны в мире являются в равной степени более религиозными, скорее всего из-за более функциональной роли религии в таких странах.
Комментируя некоторые из упомянутых выше исследований в The Daily Telegraph, Линн заявил «Почему так мало ученых верят в Бога, относительно населения в целом? Я считаю, что дело в IQ. Ученые имеют более высокий IQ, чем население в целом. Исследования социологических опросов населения показывают, что люди с более высоким IQ, как правило, не верят в Бога». В исследовании опубликованном в журнале Social Psychology Quarterly за март 2010, Линн также сказал, что «атеизм коррелирует с более высоким уровнем интеллекта».
В 2013 году профессором Мироном Цукерманом и Джорданом Зильберманом из Рочестерского университета, а также Джудит Холл из Северо-Восточного университета США, был проведён первый масштабный систематический метаанализ 63 исследований, выполненных с 1928 года по 2012 год. Целью метаанализа было обобщение разнородных исследований и проверка объективности данных работ. Из 63 исследований 53 показали отрицательную корреляцию между развитым интеллектом и религиозностью, а положительную — всего десять. Значительные отрицательные корреляции были выявлены в 35 работах, а существенные положительные — лишь в двух. Метаанализ выявил отрицательную корреляцию с коэффициентом −0,24 и 95-процентным доверительным интервалом от −0,20 до −0,25 между высоким IQ и религиозностью.